# Рюген

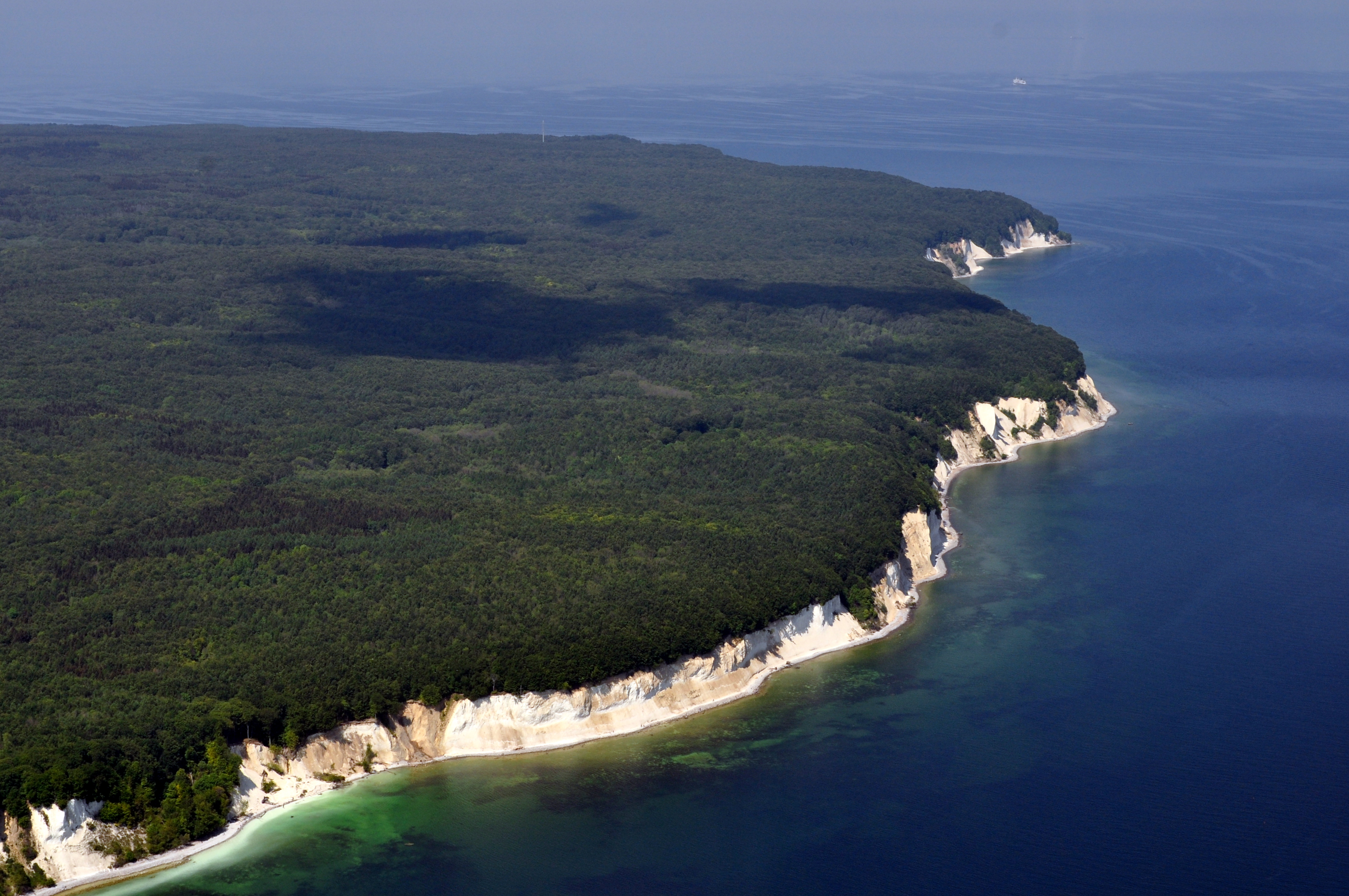
Скалистая береговая линия национального парка Ясмунд

Рю́ген (нем. Rügen, лат. Rugia, н.-луж. Rujany, Rjana, в.-луж. Rujany, пол. Rugia, полаб. Rana) — остров в Балтийском море, к востоку от Хиддензе. Отделён от материка проливом Штрелазунд. Входит в состав района Передняя Померания-Рюген федеральной земли Мекленбург-Передняя Померания. Крупнейший остров в пределах Германии (общая площадь 926 км²). Самый густонаселенный остров в Германии. Население составляет примерно 77 тысяч человек.

## Происхождение названия
Топоним Rügen считается производным от названия германского племени ругов, которые побывали на острове до славян. Фонетическое различие немецкого и славянского названий объясняется вариативностью звуков g / j в нижненемецком языке, которые являются позиционными аллофонами (ср. название ржи, из которого выводится этноним руги: др.-англ. ryge → англ. rye).
Немецкий монах-бенедиктинец Герборд в «Беседе о житии Отто Бамбергского» (XII век) упоминает другое название острова — Верания (Verania).

## Исторические сведения

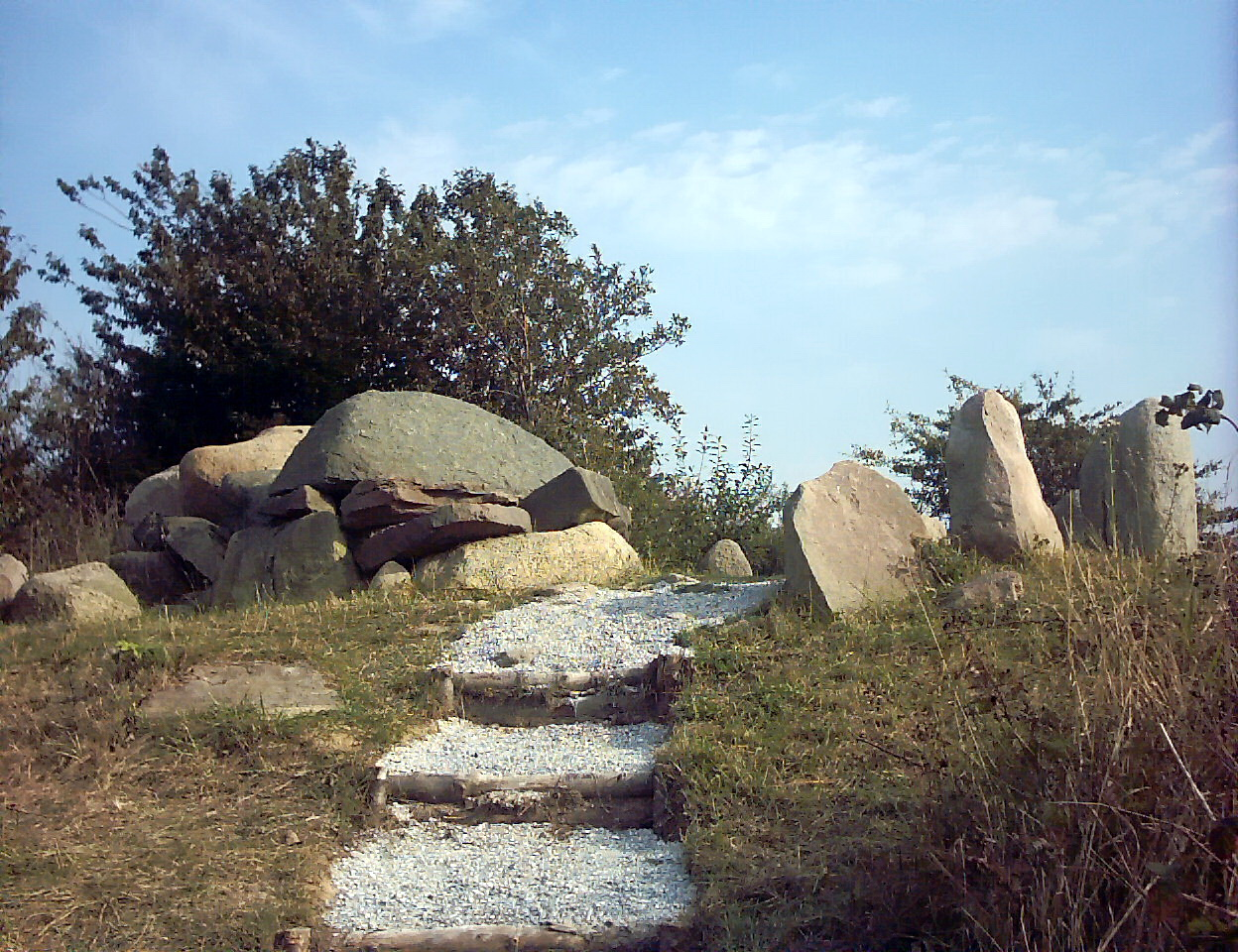
Курган на Рюгене
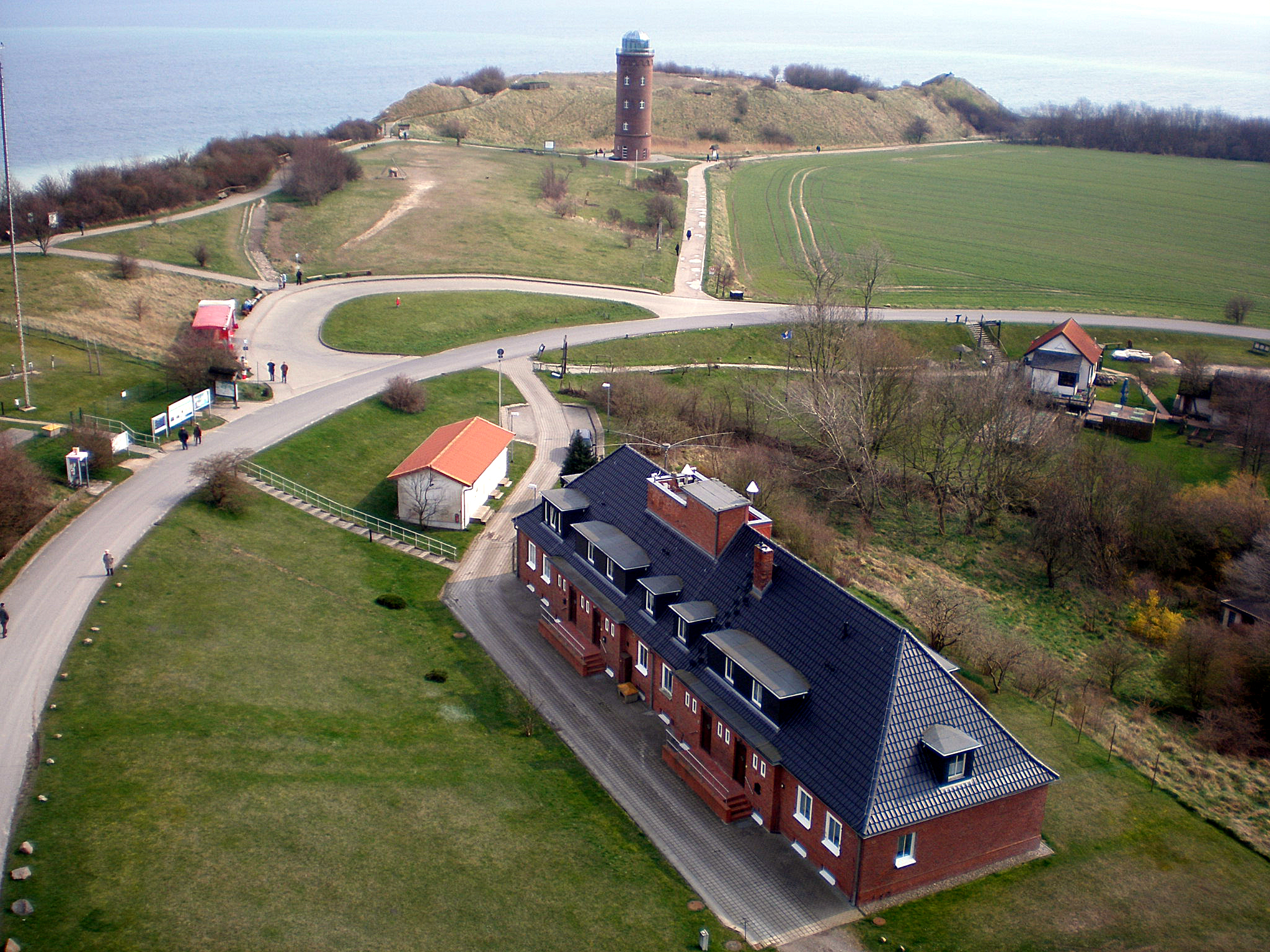
Вид с маяка на остатки славянского городища

Археологические находки указывают на то, что остров был заселён ещё в каменном веке. По всему острову сохранились курганы и камни для жертвоприношений.
Остров и расположенные на нём остатки храма Аркона являются предметом исследований, в том числе, немецких археологов. Остров связывается с местопребыванием племени ругиев или руянов. До XIV века остров был несколько крупнее, чем сейчас: картограф Герард Меркатор писал в своей «Картографии»: «Остров [Рюген] в древние лета многим просторнее был неже ныне, Божиею волею промыла вода сквозь тот остров».
Основными занятиями руян были скотоводство, земледелие и рыболовство. Руяне владели крупным флотом и располагали разветвлёнными торговыми связями со Скандинавией и Прибалтикой, а также совершали военные походы, вели войны по защите своих территорий. Например, некоторые провинции Дании до эпохи короля Вальдемара I платили дань руянам, что и послужило одной из причин войн, которые Вальдемар I вёл с ними. Одно время княжество славян-руян стало столь могущественным и отважным, что руяне стали хозяевами чуть ли не всего Балтийского моря, которое довольно долгое время называлось Морем Ругов.
В ходе этих войн руяне утратили свою независимость в 1168 году, их столица Аркона была разрушена, святилище Свентовита (Святовита) уничтожено. Как свидетельствуют датские летописи, король руян Яромир стал вассалом датского короля, а остров — частью епископства Роскилле. К этому периоду относится первое насильственное обращение руян в христианство.
В 1234 году руяне освободились от датского владычества и отодвинули границы своих владений на побережье современной немецкой земли Мекленбург-Передняя Померания, основав город, известный ныне как Штральзунд (по-поморски Strzélowò, по-польски Strzałów). В 1282 году князь Вислав II заключил с королём Германии Рудольфом I соглашение, получив Рюген в пожизненное владение вместе с титулом имперского егермейстера. Далее славяне Рюгена, находясь в составе различных немецких государственных образований, в течение последующих нескольких веков постепенно утрачивая славянский язык, славянскую культуру, самобытность — полностью онемечились. В 1325 году умер последний руянский князь Вицлав (Вислав) III. Фактически славянский руянский диалект прекратил существование к XVI веку. В 1404 году умерла Гулицына, которая, вместе со своим мужем, принадлежала к последним жителям Руяна, говорившим на языке полабских славян.

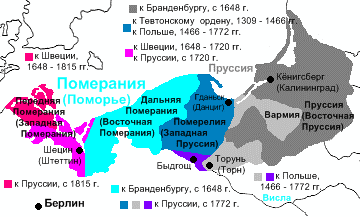
Померания, Западная и Восточная Пруссия

В 1325 году вследствие династического брака остров перешёл в состав княжества Померания-Вольгаст, в 1478 году был присоединён к Померании. По условиям Вестфальского мира Померания вместе с Рюгеном отошла к Швеции. Затем в результате усиления Бранденбурга-Пруссии остров был захвачен бранденбуржцами.
В 1807 году Рюген был завоёван Наполеоном и до 1813 года находился под контролем французов. По Кильскому мирному договору 1814 года остров вошёл в состав Дании, но уже в 1815 году перешёл к Пруссии как часть Новой Передней Померании.
В заключительной фазе Великой Отечественной войны, 4 мая 1945 года немецкий гарнизон острова без боя сдался советским войскам.
В послевоенное время остров принадлежал ГДР, и воинские части Группы Советских войск в Германии (Западной Группы войск) и ДКБФ находились на Рюгене вплоть до лета 1992 года.

## География
Общая форма острова достаточно причудлива, берега сильно изрезаны, их изгибы образуют множество заливов, бухт, полуостровов и мысов. Южное побережье Рюгена простирается вдоль берегов Померании. Ширина острова на юге достигает 41 км, максимальная протяжённость с севера на юг — 52 км.
На полуострове Ясмунд на северо-востоке Рюгена расположен одноимённый национальный парк площадью в 3000 гектаров, основанный в 1990 году. Широко известным символом Ясмунда являются меловые скалы, в частности, Королевский трон (Königsstuhl — 118 метров). Самая высокая точка Рюгена — Пикберг (Piekberg — 161 метр).

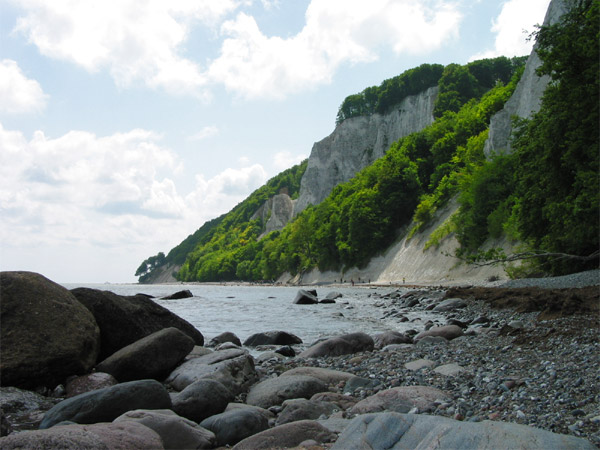
На рюгенском взморье
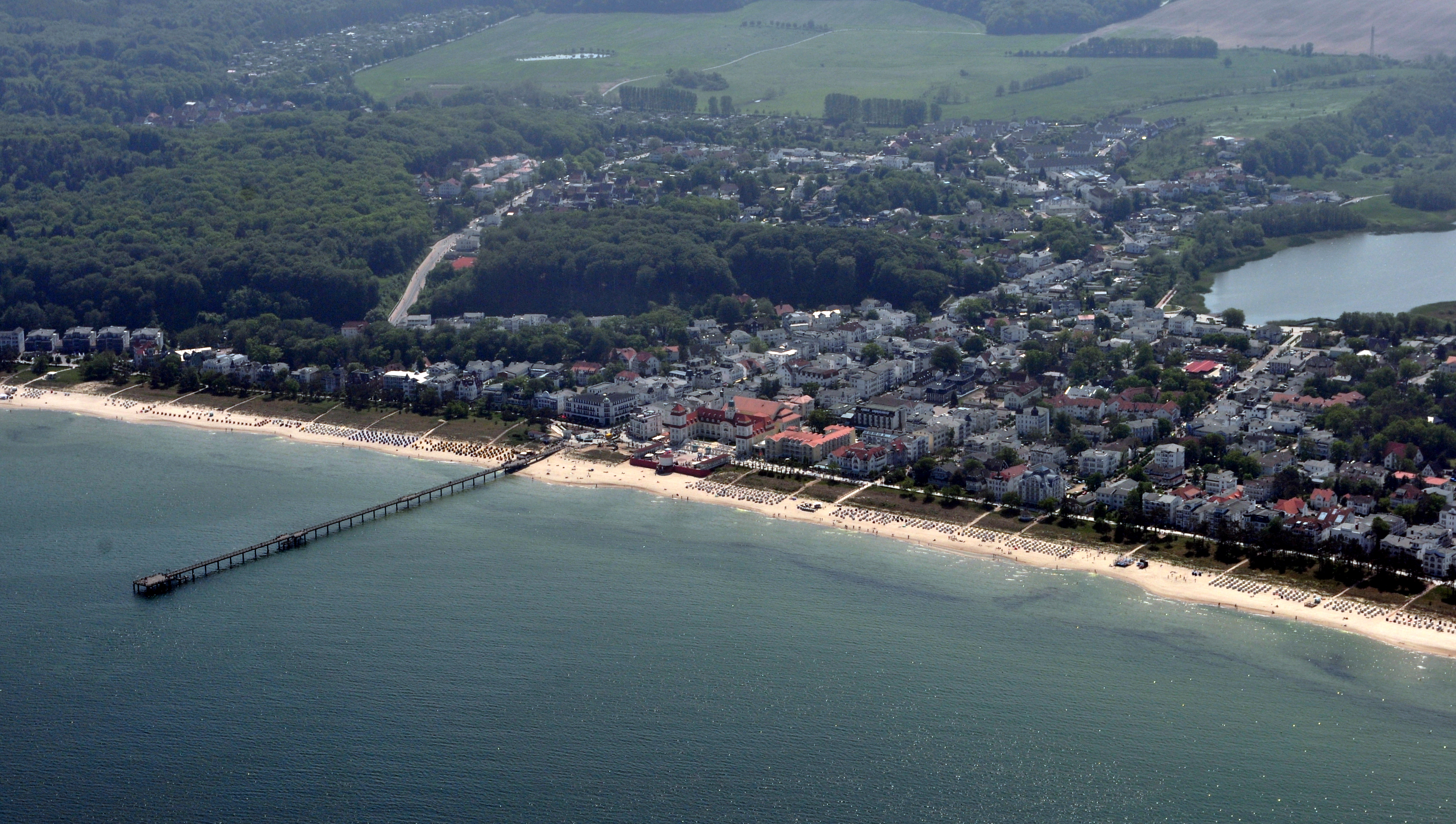
Бинц
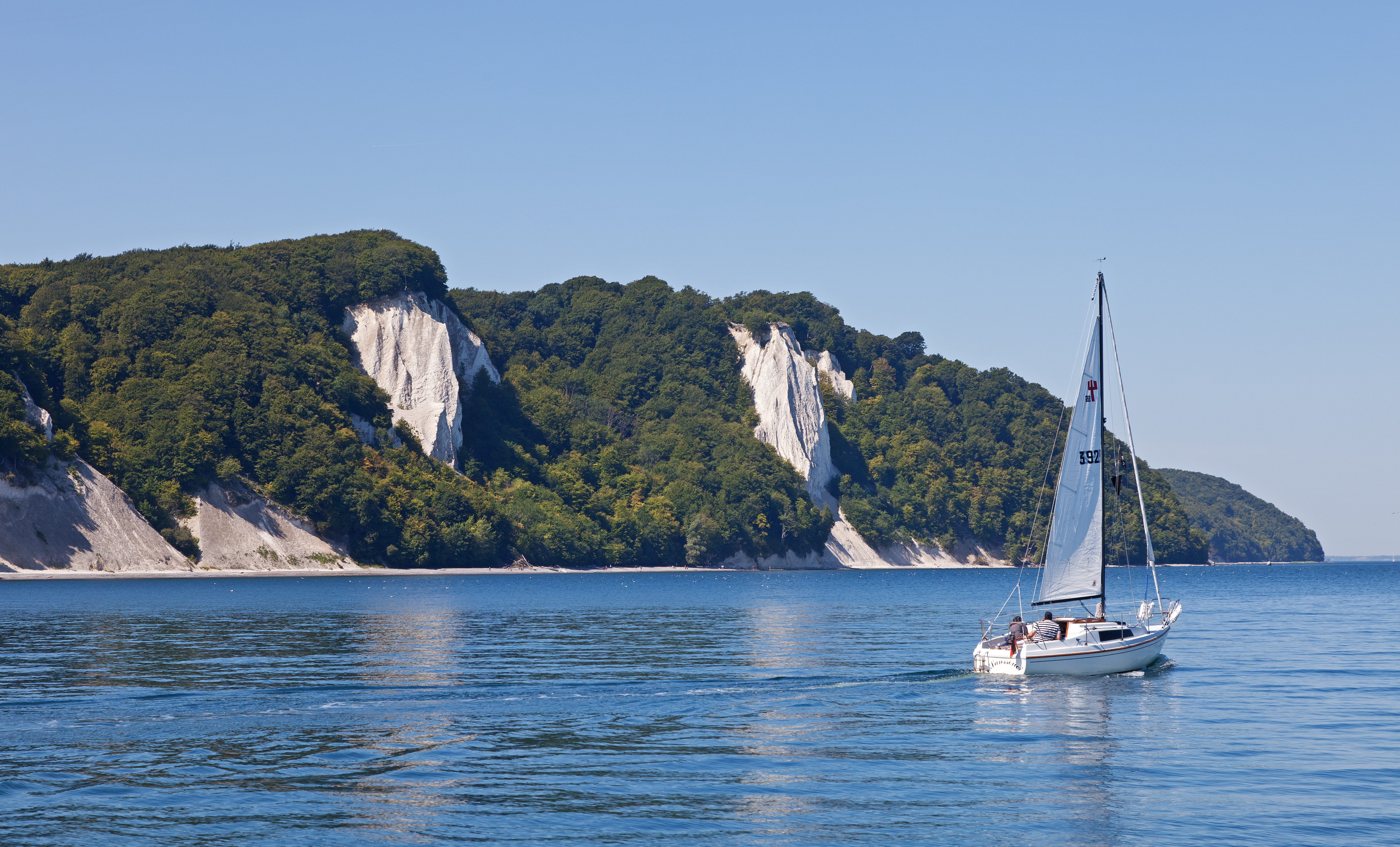
Национальный парк Ясмунд

### Мыс Аркона

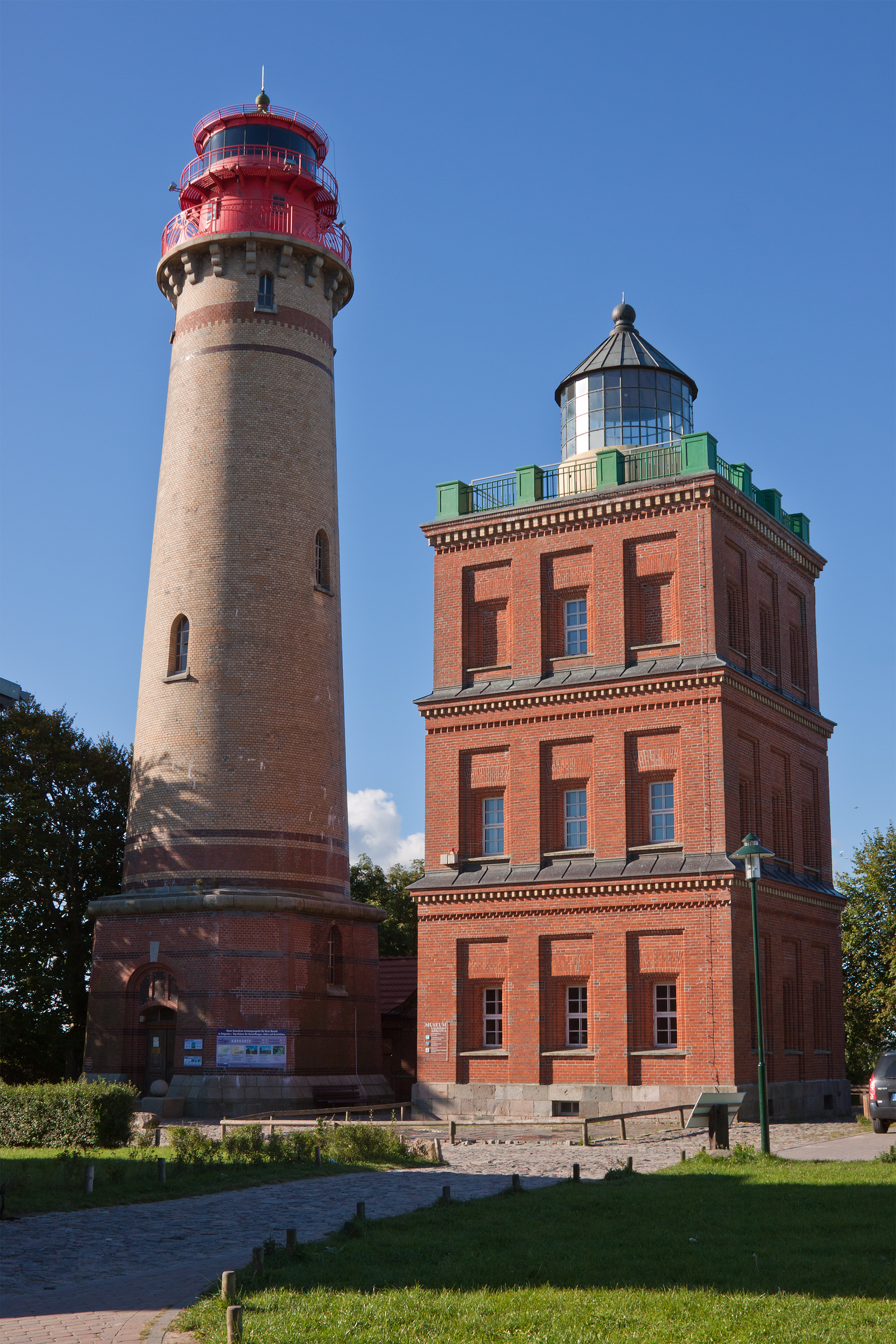
Два маяка

Мыс Аркона на полуострове Виттов представляет собой северную оконечность острова. Здесь находилось славянское укреплённое поселение с храмом, посвящённым богу Святовиту. Место нахождения городища частично «съедено морем», но земляные валы сохранились.
Западнее от бывшего городища в 1826—1827 годах был построен по проекту Карла Фридриха Шинкеля маяк, самый старый на побережье Мекленбурга-Передней Померании. Сейчас в нём находится музейная экспозиция. Затем в 1902 году рядом был сооружён ныне действующий маяк высотой 36 м.

## Административная принадлежность и населённые пункты

Административная карта земли Мекленбург-Передняя Померания

В административном плане территорию острова занимает административный район Передняя Померания-Рюген, который входит в состав федеральной земли Мекленбург-Передняя Померания.
Всего же на острове существует 4 округа (амт) (Берген-ауф-Рюген, Вест-Рюген, Норд-Рюген, Мёнхгут-Границ), которые делятся на 45 общин (города и посёлки). Свободные города (нем. Kreisfreie Städte) — Берген-ауф-Рюген, Засниц, Путбус, Гарц.

## Экономика
В настоящее время главной статьёй дохода для острова является туризм. Начало туристскому освоению Рюгена положили минеральные источники в Загарде в XVIII веке. В XIX веке начали развиваться морские курорты, например, в Засснице и — позднее — на побережье от Бинца до Гёрена. Основную публику составляли представители «верхнего среднего» класса.
Помимо туризма, на острове развиты рыболовство и сельское хозяйство.

## Транспорт
Рюген связан автомобильным и железнодорожным сообщением с материковой частью Германии. Около города Штральзунд находится дамба и, открытый 20 октября 2007 года, Штрелазундкверунг, самый длинный в Германии автомобильный мост (4104 м), внешне похожий на «Золотые ворота» в Сан-Франциско. Благодаря значительной высоте центрального пролёта (42 м) под ним свободно проходят самые крупные суда.
На восточной окраине острова, у города Зассниц, расположен крупный железнодорожно-портовый комплекс Мукран (нем. Mukran), считавшийся ранее «морскими воротами» между ГДР и СССР. Морские грузовые и пассажирские железнодорожные и автомобильные паромные линии связывают Мукран с портами России, Дании, Литвы, Швеции.

## Курорты на Рюгене
Во второй половине XIX века на Рюген появились курортные места. Наиболее известным курортным местом острова стала рыбацкая деревушка, в период в 1870 по 1910 год превратившаяся в общину Бинц. Здесь по плану архитектора Отто Шпалдингa был построен курхауз, создававший атмосферу английского Брайтона. Уже во времена до Первой мировой войны в этих местах ежегодно отдыхало около 10 000 человек. После войны в 1920—1930-х годах в Бинце собирались сливки общества.
В нацистское время на государственном уровне была создана организация «Сила через радость» (KdF), располагавшая широкой сетью санаториев и домов отдыха, в том числе и известными круизными судами «Вильгельм Густлофф» и «Штойбен».
На узкой прибрежной косе, бывшей в 30-х годах природным резерватом, началось с 1936 по 1939 год крупное строительство.
К числу начатых, но не доведённых до конца из-за войны мероприятий, относится и проект создания гигантской фабрики здоровья на берегу острова Рюген у селения Прора, самого масштабного строительного проекта нацистской Германии — «Величайшего морского курорта мира» по проекту архитектора Клеменса Клотца. Вдоль морского побережья была выстроена линия шестиэтажных зданий казарменного типа из бетона длиной 4,5 км. Жилые помещения представляли собой комнаты размерами 2,5×5 м. В центре комплекса планировалось размещение грандиозного здания для массовых мероприятий вместимостью 20 000 человек. Макет этого комплекса был представлен на Всемирной выставке в Париже в 1937 году (где советский павильон и павильон Германии стояли напротив друг друга) и получил там Гран При.
Во времена ГДР Рюген сначала стал закрытой зоной, где размещался военный контингент. Затем то, что осталось от военных разрушений, стало местом массового туризма и отдыха. После объединения Германии начали восстанавливать исторический облик курортов, сформировавшийся на рубеже XIX и XX веков. Однако пока перспективы доведения проекта до проектного масштаба не ясны.

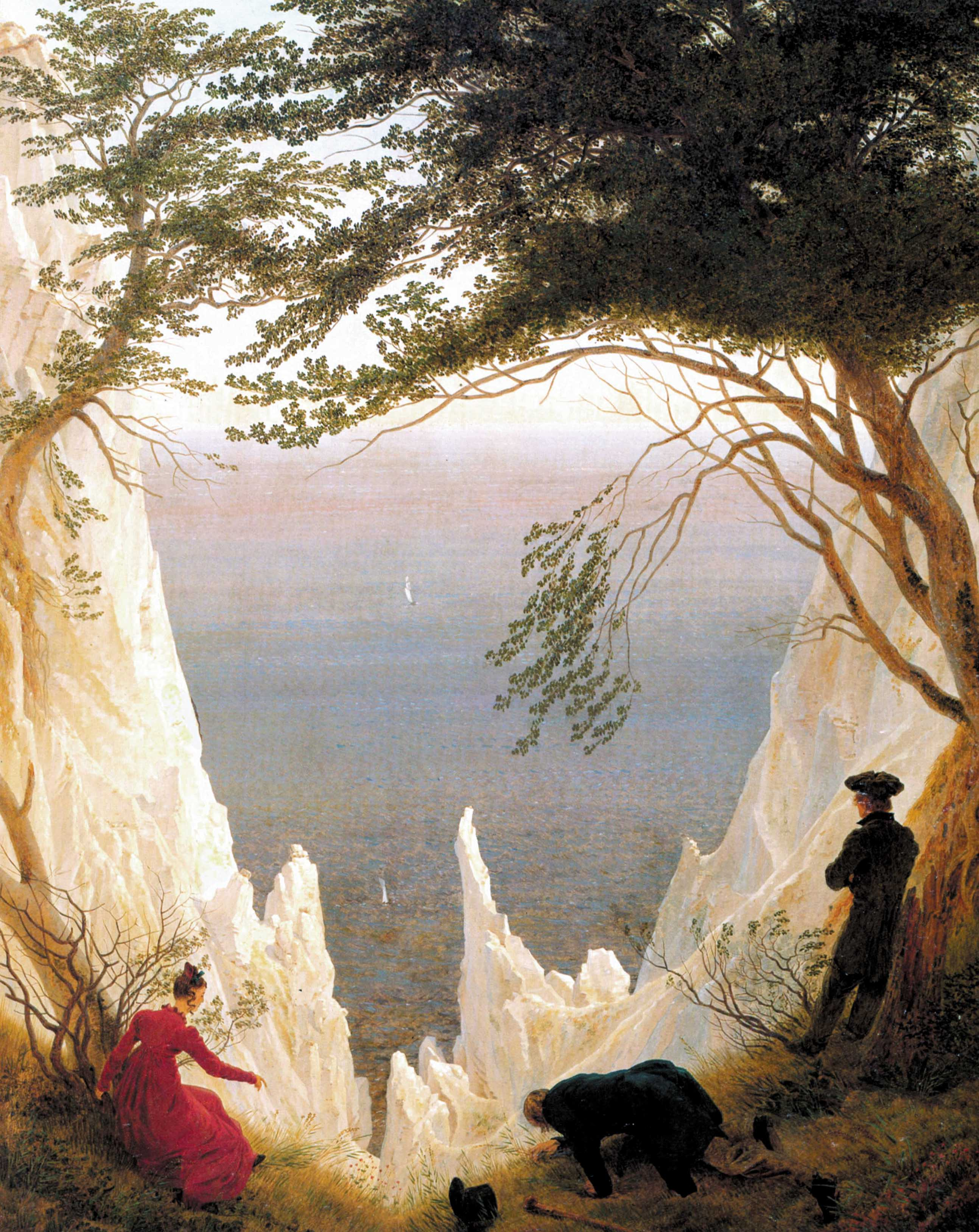
«Меловые скалы на острове Рюген». Каспар Давид Фридрих
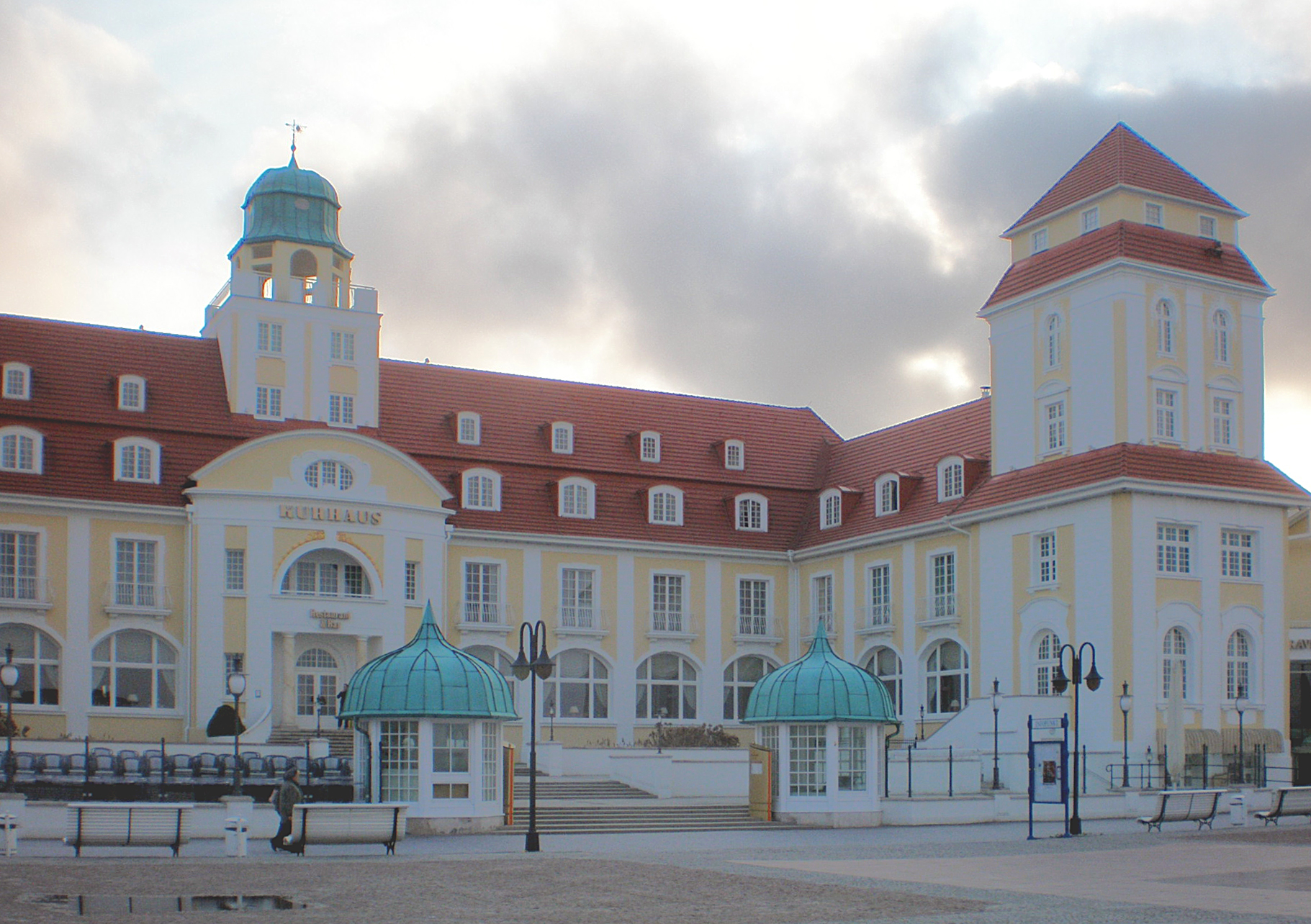
Курхауз в городе Бинце
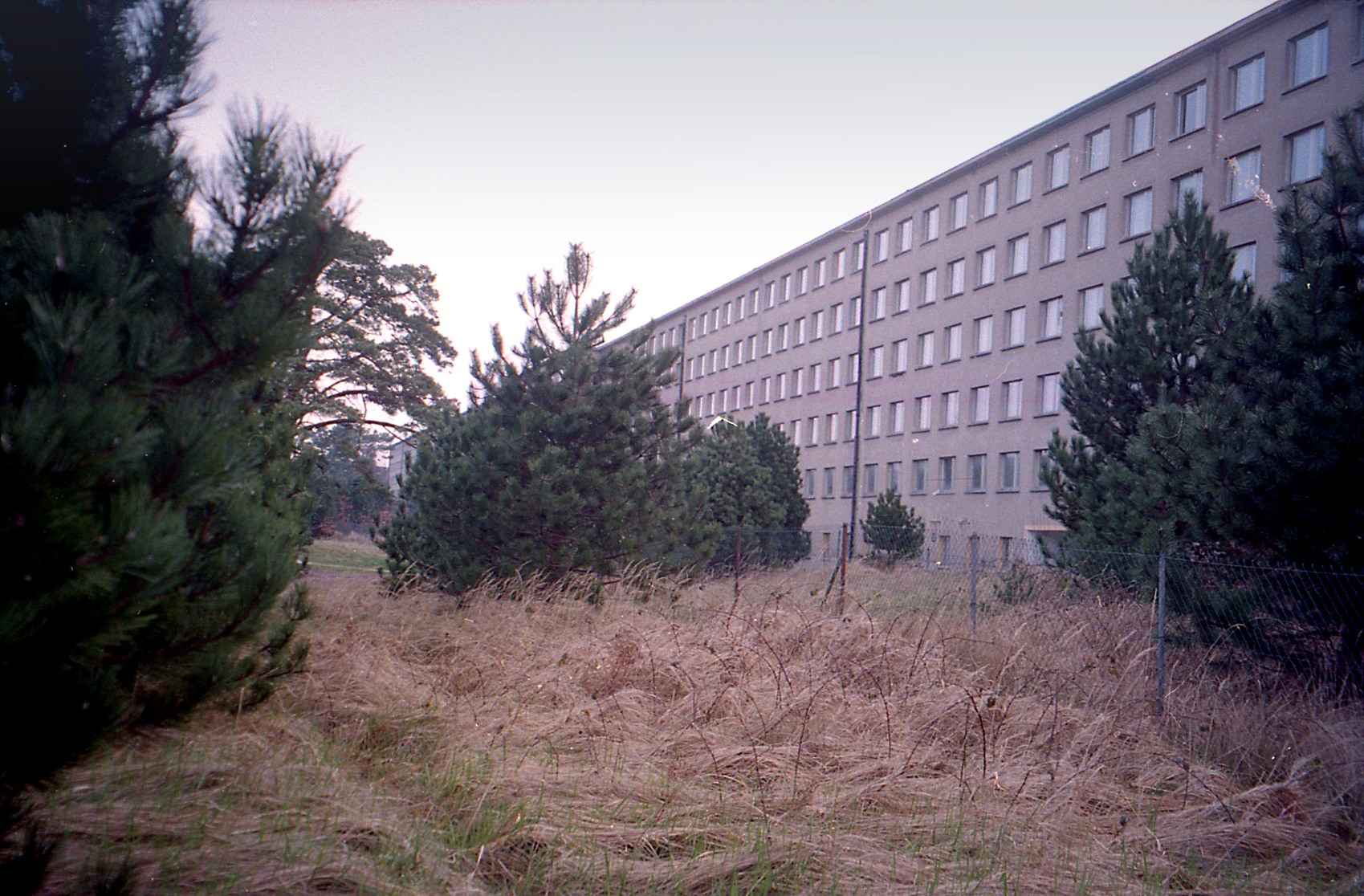
Жилые блоки курорта «Прора». Вид со стороны берега
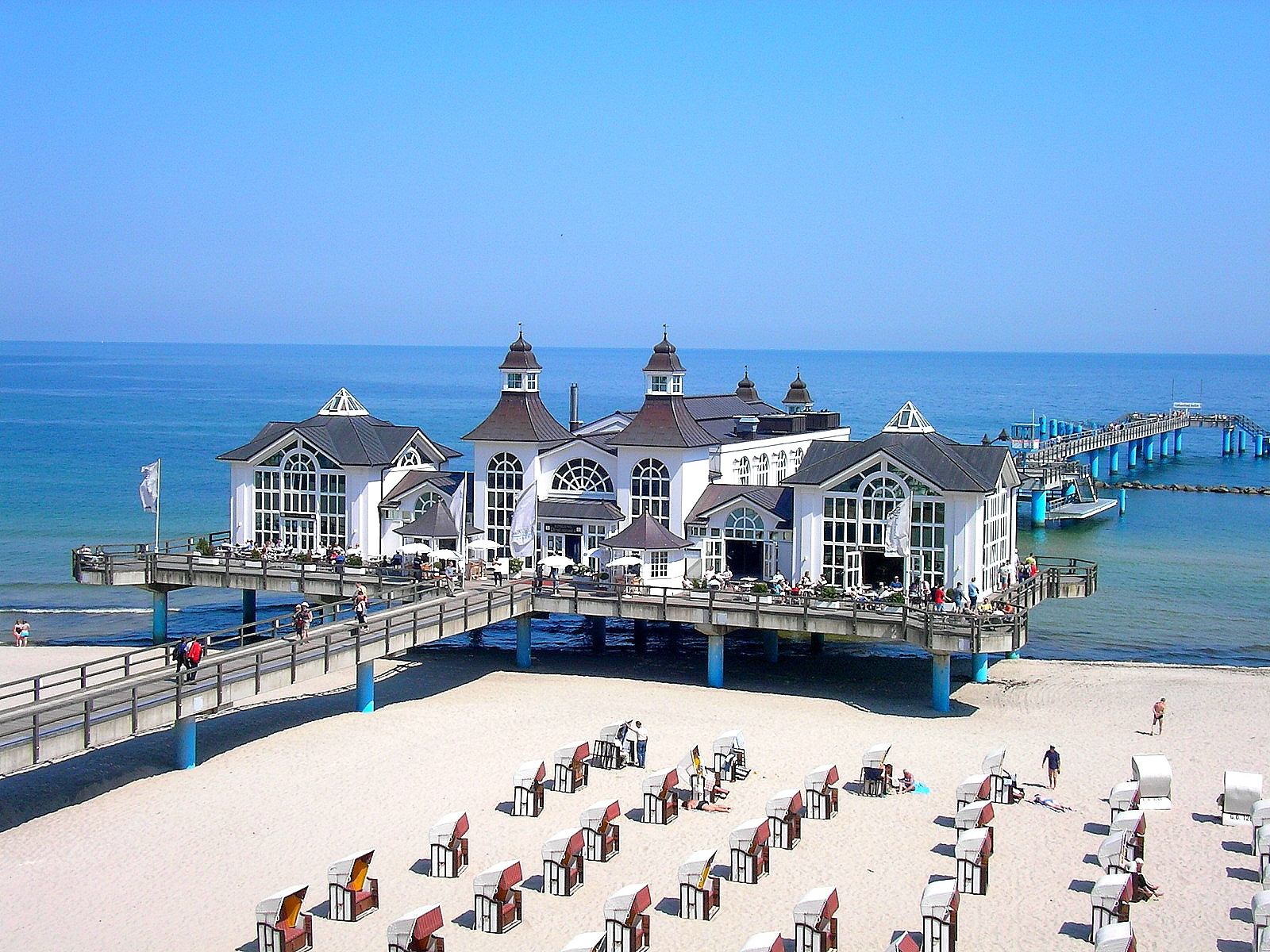
Один из курортов острова